# Albert Moncasi Vasco
Albert Moncasi Vasco (Premià de Mar, 4 de maig de 1986) és un exjugador de basquetbol català que jugava de pivot. Els seus inicis són el Barça Cadet A després va passar pel Barça júnior i la temporada 2006-2007 va pujar el primer equip blaugrana on va jugar només un partit contra el Prokom Trefl en el qual va fer 2 punts.